# Gellénháza
Gellénháza is een plaats (község) en gemeente in het Hongaarse comitaat Zala. Gellénháza telt 1689 inwoners (2001).